# Heinrich Bernhard Oppenheim
Heinrich Bernhard Oppenheim, född 20 juli 1819 i Frankfurt am Main, död 29 mars 1880 i Berlin, var en tysk nationalekonom och politiker.
Oppenheim deltog ivrigt i 1848 års reformrörelse och vistades därpå elva år som landsflyktig i Schweiz, Frankrike och England. Efter hemkomsten utgav han "Deutsche Jahrbücher für Politik und Literatur" (13 band, 1861-64) och var 1873-77 nationalliberal ledamot av tyska riksdagen. 
Från Oppenheim härrör uttrycket "katedersocialister", som han använde i polemik mot Adolph Wagner och dennes positivt socialpolitiska vänner bland Tysklands nationalekonomer. Bland Oppenheims skrifter märks Vermischte Schriften aus bewegter Zeit (två band, 1866-69), Der Kathedersozialismus (1872; andra upplagan 1873) och Aus der Geschichte der englischen Kornzölle (1879).